# Lumbrineriopsis magnidendata
Lumbrineriopsis magnidendata är en ringmaskart som beskrevs av Winsnes 1981. Lumbrineriopsis magnidendata ingår i släktet Lumbrineriopsis och familjen Lumbrineridae. Inga underarter finns listade i Catalogue of Life.